# Vereniging van Beoefenaars der Monumentale Kunsten
Vereniging van beoefenaars der Monumentale Kunsten of VbMK (1952-1968) was een Nederlandse organisatie van kunstenaars.

## Voorgeschiedenis
In 1904 werd de Nederlandsche Vereeniging voor Ambachts- en Nijverheidskunst (VANK) opgericht als vereniging voor kunstnijveraars. In 1941, aan het begin van de Tweede Wereldoorlog, werd de vereniging ontbonden om een verplicht lidmaatschap van de Kultuurkamer te ontlopen. Na de oorlog werd in 1946 de Nederlandse Federatie van Beroepsverenigingen van Kunstenaars opgericht. In dat jaar werd in het Stedelijk Museum Amsterdam de tentoonstelling Weerbare Democratie gehouden, met onder anderen Egbert Dekkers, Charles Eyck, Theo Kurpershoek, Marius de Leeuw. Op initiatief van museumdirecteur Willem Sandberg werd daarop als onderafdeling van de federatie de Gebonden Kunsten Federatie (GKf) opgericht, een vakgroep voor wandschilders, waarover hij en architect Mart Stam de leiding kregen.

## Oprichting
Sandberg legde in 1951 zijn functie neer, waarna binnen de GKf discussie ontstond over het toelaten van kunstnijveraars en industriële vormgevers. Lex Horn en Nicolaas Wijnberg riepen de wandschilders op om een eigen vakorganisatie te vormen en in oktober 1952 vond in Amsterdam de oprichting van de Vereniging van Beoefenaars der Monumentale Kunsten plaats.
De vereniging wilde er zijn voor alle monumentale kunstenaars en streven naar "een algemeen aanvaarde vanzelfsprekende plaats voor de monumentale kunst in Nederland, en op het handhaven van een hoog niveau in deze kunst". Tot de eerste leden behoorden onder anderen prof. Heinrich Campendonk, Peter Alma, Lex Horn, Chris de Moor, Otto van Rees, Daan Wildschut en diverse oud-leerlingen van de afdeling monumentale kunsten van de Amsterdamse Rijksacademie.

## Activiteiten
Er werden adviescommissies ingesteld om opdrachtgevers en kunstenaars met elkaar in contact te brengen. Architecten konden geen lid worden van de VbMK, die konden zich vanaf 1955 wel aansluiten bij de Liga Nieuw Beelden.
In 1956 werd door de VbMK, in samenwerking met de Nederlandse industrie, in het Stedelijk Museum in Amsterdam de tentoonstelling Opdracht georganiseerd. Er werden onder meer nieuwe materialen (verfsoorten) en technieken getoond, zoals het glasappliqué. In 1964 volgde de tentoonstelling Muur 1964: visie op een wand in het Museum Fodor. Ook met de uitgave van de boeken Ruimte : beeldende kunst in samenwerking met de architectuur (1956), Teken aan de wand (1963) en het tijdschrift Op Steiger (1961-1962) probeerde de vereniging de aandacht voor monumentale kunsten te bevorderen. Desondanks nam vanaf eind jaren vijftig de belangstelling van architecten voor monumentale kunsten af, mede omdat zij de kunst te veel slechts als decoratieve opvulling zagen en kunstenaars zich soms te veel beperkt voelden in hun autonomie.
Ter gelegenheid van het tienjarig bestaan in 1962, werd de Campendonkpenning ingesteld. De penning werd gemaakt door Piet Esser en zou iedere vijf jaar worden uitgereikt aan een architect, kunstenaar of instelling, die zich verdienstelijk heeft gemaakt voor de monumentale kunsten. De penning werd in 1963 uitgereikt aan de gemeente Amsterdam. Tot een tweede uitreiking kwam het niet, de VbMK werd in februari 1968 ontbonden.

## Publicaties
In 1961 en 1962 werd een tijdschrift uitgegeven onder de naam Op Steiger, met als ondertitel een schrift gewijd aan nieuwe en oude monumentale kunst. De redactie was in handen van Harry op de Laak en Nicolaas Wijnberg. Daarnaast was de vereniging verantwoordelijk voor de uitgave van:
- Alma, P. (red.) (1956) Ruimte : beeldende kunst in samenwerking met de architectuur. Amsterdam: Vereniging van Beoefenaars der Monumentale Kunsten. 63 p.
- Friedhoff, G. (1962) De geschiedenis van een portret en nog iets. Amsterdam: Vereniging van Beoefenaars der Monumentale Kunsten. 13 p.
- Ostaijen, P. van en Hendriks, B. (1961) Heinrich Campendonk : een hommage. Amsterdam: Vereniging van Beoefenaars der Monumentale Kunsten. 32 p.
- Spaanstra-Polak, B. [et al.] (1963) Teken aan de wand. Amsterdam: Vereniging van Beoefenaars der Monumentale Kunsten. 164 p.

## Leden (selectie)
- Peter Alma
- Kees Andrea
- Karel Appel
- Hermanus Berserik
- Rudi Bierman
- Heinrich Campendonk
- Egbert Dekkers
- Jef Diederen
- Jan Dijker
- Johan Dijkstra
- Charles Eyck
- Wally Elenbaas
- Dick Elffers
- Johan Haanstra
- Aad de Haas
- Marianne van der Heijden
- Berend Hendriks

- Gerard Hordijk
- Lex Horn
- Frans Jacobs
- Piet Kok
- Shlomo Koren
- Harry op de Laak
- Ger Lataster
- Matthieu Lau
- Eugène Laudy
- Marius de Leeuw
- Jon Marten
- Jaap Min
- Theo Mols
- Chris de Moor
- Hans Nahuijs
- Joep Nicolas
- Frans Nols

- Hans van Norden
- Jentsje Popma
- Otto van Rees
- Guus de Ruiter
- Joop Sjollema
- Frans Slijpen
- Pierre van Soest
- Kees Timmer
- Albert Troost
- Henk de Vos
- Karla Wenckebach
- Pieter Wiegersma
- Nicolaas Wijnberg
- Daan Wildschut